# Trimeresurus borneensis
Trimeresurus borneensis е вид змия от семейство Отровници (Viperidae). Видът не е застрашен от изчезване.

## Разпространение и местообитание
Разпространен е в Бруней, Индонезия (Калимантан) и Малайзия (Сабах и Саравак).
Обитава гористи местности и храсталаци.